# Frontera entre Ruanda y la República Democrática del Congo
La frontera entre la República Democrática del Congo y Ruanda es el lindero de 217 km que separa la República Democrática del Congo y a Ruanda. Atraviesa el lago Kivu en toda su longitud y las montañas Virunga donde pasa por el volcán Karisimbi. Separa las provincias congoleñas de Kivu Norte y Ituri de la provincia del Oeste (Ruanda).

## Trazado

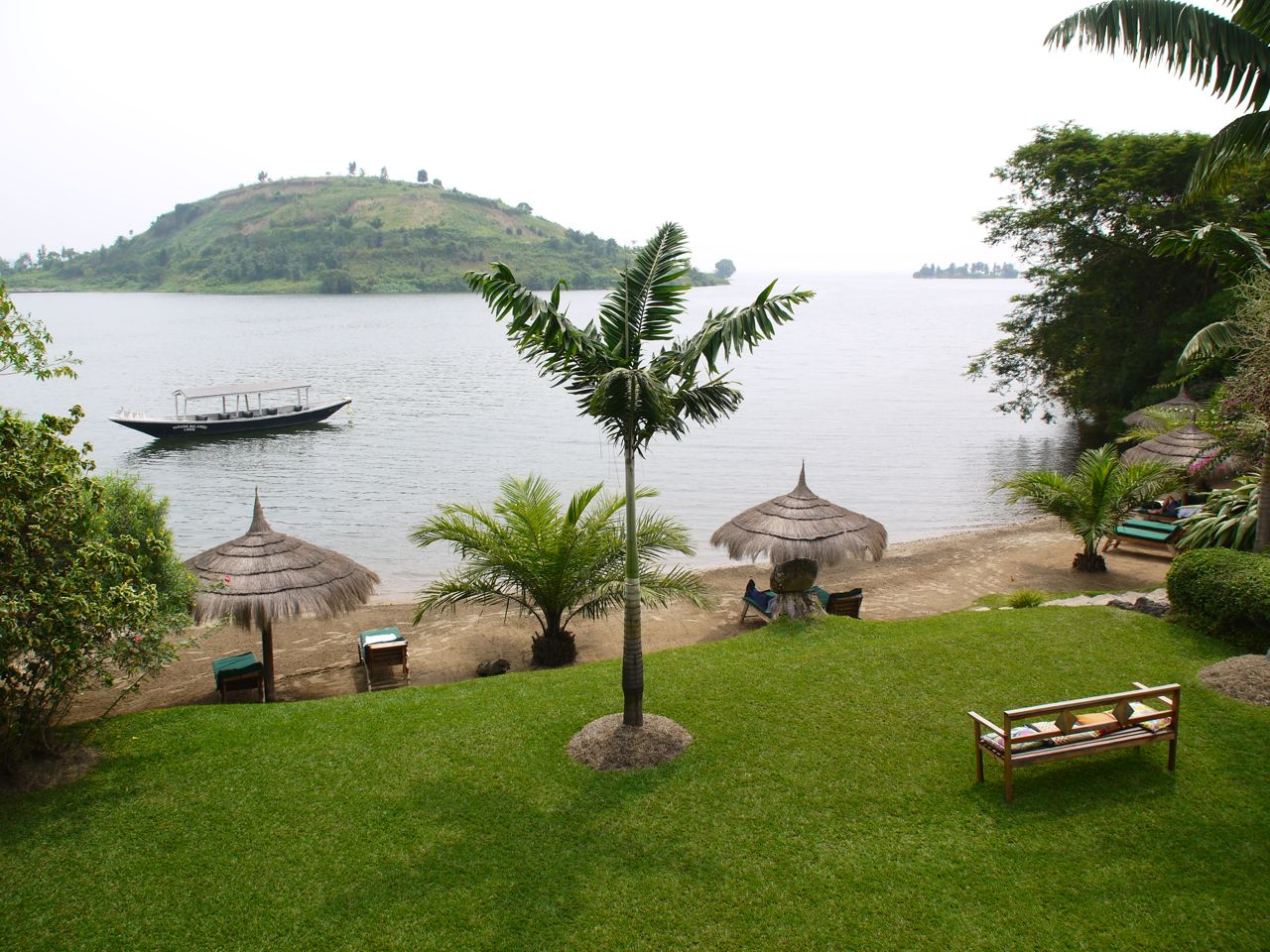
El lago Kivu en la frontera entre Ruanda y la RDC.

El tramo terrestre comienza al norte con la triple frontera entre ambos países con Uganda, en las proximidades del Ruhengeri y pasa por el parque nacional de los Volcanes, por volcán Karisimbi y acaba en el lago Kivu, en Gisenyi; en el centro, comienza dentro del lago Kivu hasta Cyangugu en el extremo sur del mismo, y al sur, marcado por el río Ruzizi y termina en la triple frontera entre ambos países con Burundi.

## Historia
Fue definida desde que el Imperio alemán instaló su protectorado de África Oriental Alemana en 1899. Con el final de la Primera Guerra Mundial este territorio pasó al dominio de Bélgica, que lo anexó a su colonia del Congo Belga, si bien las fronteras se mantuvieron.